# Joseph Ricaurte
Joseph de Ricaurte y Verdugo (Salamanca siglo XVII) fue un político y militar español.
Fue capitán, tesorero real de la Casa de la Moneda de Santafé y dos veces alcalde de Santafé de Bogotá en el Nuevo Reino de Granada durante el siglo XVII.

## Biografía
Ricaurte fue uno de los españoles de posición y dinero que llegó a las Américas a asentarse. En el VIrreinato de la Nueva Granada tenía una de las fortunas más grandes del reino.
Adquirió diferentes minas en Muzo, Boyacá previamente encontradas por conquistadores pero abandonadas por la dificultad de extracción y falta de rendimiento del negocio, en la época se utilizaban métodos muy rudimentarios.
Muchos propietarios terminaban abandonando las minas así que estas terminaban en manos de familias poderosas de terratenientes  y viejas alcurnias, estas minas eran la fuente de riquezas de las principales familias de la época y de la cual Ricaurte supo sacarle beneficio, siguió el mismo ejemplo empresarial de anteriores familias acaudaladas como los Prieto de Tobar y terminó siendo dueño de casi todas las minas de la región de Muzo, Boyacá.